# Chucho Reyes
Chucho Reyes Ferreira, nombre artístico de José de Jesús Benjamín Buenaventura de los Reyes y Ferreira (Guadalajara, Jalisco, 17 de octubre de 1880 - Ciudad de México, 5 de agosto de 1977), fue un pintor, coleccionista y anticuario mexicano. Incorporó en su obra, a través de una visión contemporánea, íconos y materiales de la cultura popular mexicana, principalmente el papel de China. 

## Biografía
Su padre, don Buenaventura de los Reyes y Zavala (1837, Atotonilco el Alto), fue un abogado y escritor, además de profesor del Liceo de Varones tapatío, quien en 1881 publicó un opúsculo titulado Las Bellas Artes En Jalisco, a su vez hijo de Marcos Manuel de los Reyes y Monterroso, originario de Manila, Filipinas. Su madre fue la también tapatía doña Felipa Ferreira y Flores, descendiente del conquistador Hernán Flores (Salamanca, España), fundador, regidor y alcalde mayor de la ciudad de Guadalajara.
Chucho heredó de su progenitor su gusto por el arte. En su juventud, trabajó como ayudante de litografista y en una bodega de materiales para actividades artísticas. En 1927 emigró a la Ciudad de México. En 1948 conoció a Marc Chagall. En 1957 asesoró la gama cromática original de las Torres de Satélite a Mathias Goeritz y Luis Barragán. En este último influyó y asesoró en sus características gamas de color.
En 1962 realizó su primera exposición individual en el Palacio de Bellas Artes. La última etapa de su vida viajó por distintos países. Su obra fue expuesta en galerías internacionales como Foggs Museum de Boston y la Galería Haymarket de Londres.

## Estilo
Dentro de su obra incluyó referentes, materiales y gamas cromáticas inspiradas en las artesanías y la cultura popular mexicana. Trabajó diversos materiales, destacando sus obras hechas con gouache sobre papel de China.